# UFC 127
UFC 127: Penn vs. Fitch est un événement de mixed martial arts de l'Ultimate Fighting Championship ayant eu lieu le 27 février 2011 à l'Acer Arena de Sydney (Australie). C'est le deuxième événement sur le sol australien après l'UFC 110 de 2010.

## Arrière-plan
Les tickets pour les membres de l'UFC Fight club ont été mis en vente le 14 décembre 2010 et ceux pour le public le 16. Ils ont tous été vendu en un temps record, le plus rapidement de l'histoire de l'UFC avec l'UFC 115, ce qui montre l'engouement du public australien pour le MMA .
Carlos Condit devait affronter Chris Lytle, mais à cause d'une blessure a été remplacé par le nouvel arrivant Brian Ebersole. L'ancien champion des welterweight et des lightweight B.J. Penn affrontera le numéro 2 de la catégorie, Jon Fitch. Dana White avait annoncé que le vainqueur se verrait offrir un combat pour le titre par la suite. À noter que certains combats de la carte préliminaire ont été diffusés à partir de la page facebook de l'UFC gratuitement.
Le combat de Bisping contre Rivera s'est achevé dans la polémique, le britannique insultant et crachant sur les hommes de coin après sa victoire, ce dernier ayant beaucoup de ressentiments après les provocations vidéos de Rivera.

## Carte officielle[3]

### Carte principale
- Welterweight:  B.J. Penn vs.  Jon Fitch

Égalité majoritaire (28-29, 28–28, 28–28)
- Middleweight:  Michael Bisping vs.  Jorge Rivera

Bisping bat Rivera part TKO(strikes) à 1:54 du round 2
- Lightweight:  George Sotiropoulos vs.  Dennis Siver

Siver bat Sotiropoulos par décision unanime (29–28, 30–28, 30–27)
- Welterweight:  Chris Lytle vs.  Brian Ebersole

Ebersole bat Lytle par décision unanime (30–27, 29–28, 29–28).
- Middleweight:  Kyle Noke vs.  Chris Camozzi

Noke bat Camozzi par soumission (étranglement arrière) à 1:35 du round 1

### Carte préliminaire diffusée sur Ion TV & ESPN UK & Rogers Sportsnet
- Lightweight:  Ross Pearson vs.  Spencer Fisher

Pearson bat Fisher par décision unanime (30–27, 29–28, 29–28).
- Light Heavyweight:  James Te-Huna vs.  Alexander Gustafsson

Gustafsson bat Te-Huna par soumission (étranglement arrière) à 4:27 du round 1.
- Middleweight:  Nick Ring vs.  Riki Fukuda

Ring bat Fukuda par décision unanime (29–28, 29–28, 29–28).

### Carte préliminaire diffusée sur Facebook
- Light Heavyweight:  Anthony Perosh vs.  Tom Blackledge

Perosh bat Blackledge par soumission (étranglement arrière) à 2:45 du round 1.
- Featherweight:  Zhang Tie Quan vs.  Jason Reinhardt

Zhang bat Reinhardt par submission (guillotine choke) à 0:48 du round 1.

### Carte préliminaire
- Heavyweight:   Mark Hunt vs.  Chris Tuchscherer

Hunt bat Tuchscherer par KO (punch) à 1:41 du round 2.
- Lightweight:  Maciej Jewtuszko vs.  Curt Warburton

Warburton bat Jewtuszko par décision unanime (29–28, 29–28, 29–28).

## Bonus de la soirée[4]
Les combattants suivant ont été récompensés d'un bonus de 75 000 $.
- Combat de la soirée:  Brian Ebersole vs.  Chris Lytle
- Knockout de la soirée:  Mark Hunt
- Soumission de la soirée:  Kyle Noke

### Musiques d'entrées des combattants
| Combattants         | Artistes                                      | Titres                    | Albums                             |
| ------------------- | --------------------------------------------- | ------------------------- | ---------------------------------- |
| Anthony Perosh      | Mötley Crüe                                   | Kickstart My Heart        | Dr. Feelgood                       |
| BJ Penn             | Israel Kamakawiwo'ole                         | Hawaii '78" into "E Ala E | E Ala E                            |
| Brian Ebersole      | Tom Petty                                     | I Won't Back Down         | Full Moon Fever                    |
| Chris Camozzi       | Mobb Deep                                     | Shook Ones, Pt. II        | The Infamous                       |
| Chris Lytle         | P.O.D.                                        | Lights Out                | Testify                            |
| Chris Tuchscherer   | -                                             | -                         | -                                  |
| Curt Warburton      | Chase & Status                                | Let You Go                | No More Idols                      |
| Dennis Siver        | Papa Roach                                    | Last Resort               | Infest                             |
| George Sotiropoulos | AC/DC                                         | TNT                       | TNT                                |
| Jason Reinhardt     | Sick Puppies                                  | You're Going Down         | Ti-Polar                           |
| Jon Fitch           | Johnny Cash                                   | Rusty Cage                | Unchained                          |
| Jorge Rivera        | Kanye West feat. Dwele                        | Power                     | My Beautiful Dark Twisted Fantasy  |
| Kyle Noke           | Men At Work                                   | Down Under                | Business as Usual                  |
| Maciej Jewtuszko    | Sobota                                        | Z buta wjeżdżam           | Sobotaz                            |
| Mark Hunt           | -                                             | -                         | -                                  |
| Michael Bisping     | Blur                                          | Song2                     | Blur                               |
| Ross Pearson        | Steve Angello & Laidback Luke (feat. Robin S) | Show Me Love              | Show Me Love                       |
| Spencer Fisher      | Johnny Cash                                   | God's Gonna Cut You Down  | American V: A Hundred Highways     |
| Teiquan Zhang       | -                                             | -                         | -                                  |
| Tom Blackledge      | Oasis                                         | Fuckin' In The Bushes     | Standing On The Shoulder of Giants |